# Falsomordellina
Falsomordellina là một chi bọ cánh cứng trong họ Mordellidae.
Chi này được miêu tả khoa học năm 1966 bởi Nomura.

## Các loài
Chi này gồm các loài:
- Falsomordellina amamiana (Nomura, 1961)
- Falsomordellina luteoloides (Nomura, 1961)
- Falsomordellina nigripennis Nomura, 1967
- Falsomordellina takaosana (Kôno, 1932)
- Falsomordellina vagevittata (Nakane, 1957)